# 北海道道1032号遠軽安国線

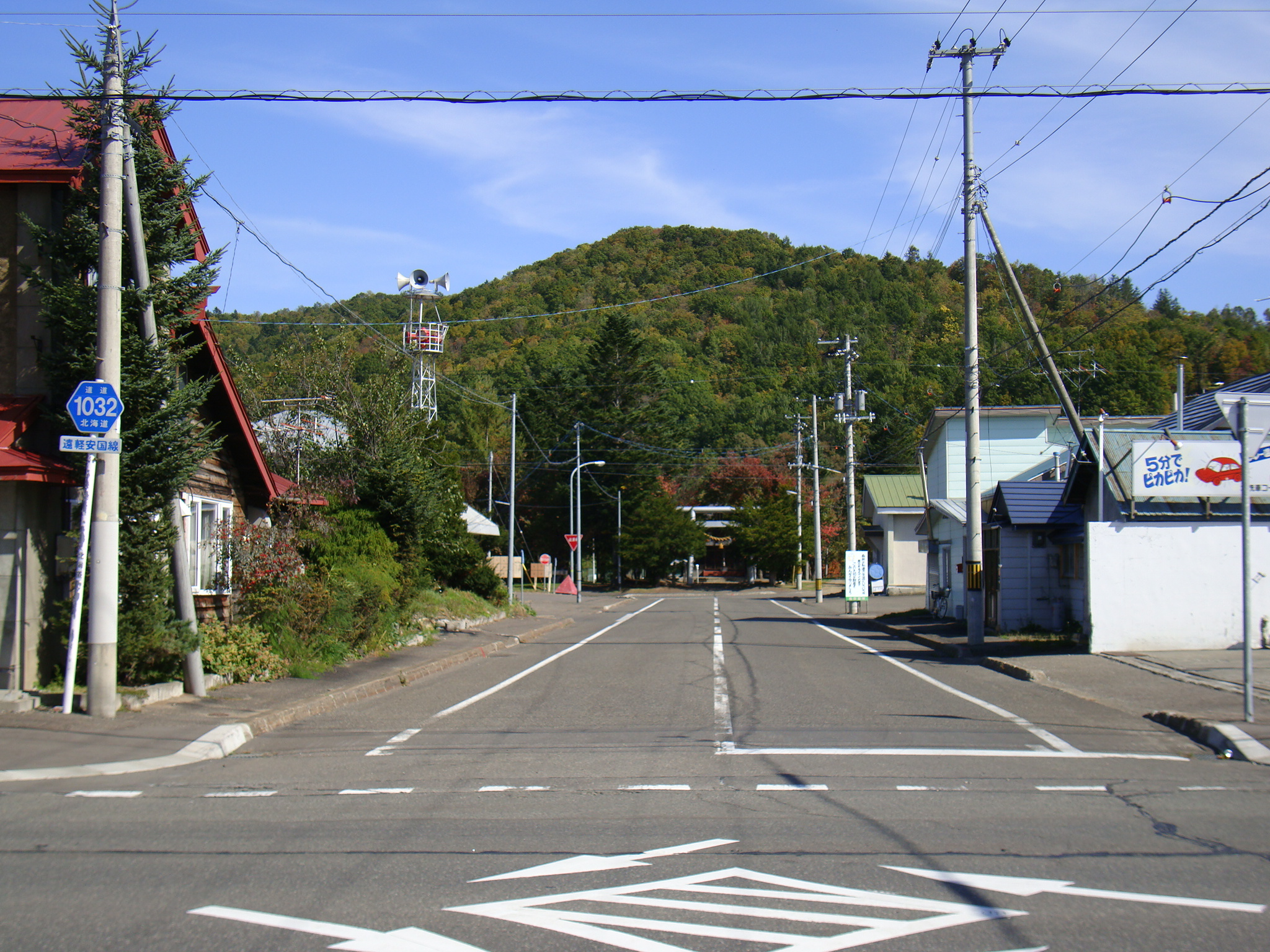
終点の様子

北海道道1032号遠軽安国線（ほっかいどうどう1032ごう えんがるやすくにせん）は、北海道紋別郡遠軽町内を結ぶ一般道道（北海道道）である。

## 概要

### 路線データ
- 起点：北海道紋別郡遠軽町南町1（国道242号交点）
- 終点：北海道紋別郡遠軽町生田原安国（国道333号交点）
- 路線延長：9.0 km（総延長）

## 歴史
- 1983年（昭和58年）3月31日 路線認定[1]。

## 地理

### 通過する自治体
- オホーツク総合振興局
  - 紋別郡遠軽町

### 交差する道路
遠軽町
- 国道242号 - 南町1（起点）
- 国道333号 - 生田原安国（終点）

### 沿線にある施設など
遠軽町
- 北海道遠軽高等学校 - 南町1丁目
- 安国郵便局 - 生田原安国61
- 遠軽町立安国中学校 - 生田原安国